# 熱情傳奇
《熱情傳奇》是萬代南夢宮遊戲（現万代南梦宫娱乐）於2015年發售的角色扮演遊戲，对应PlayStation 3、PlayStation 4和Microsoft Windows平台。本作是《傳奇系列》母艦作品（正篇）的第十五作，特有種類名稱為「讓熱情照耀世界的RPG」。本作也是傳奇系列的20週年紀念作品。2014年12月播放了特別篇電視動畫《熱情傳奇～導師的黎明～》，此特別篇動畫也以Hybrid Disc形式收錄於遊戲光碟中。

## 故事
生存了1000年的天族與1名人類少年的相遇，故事便開始了。
在天族之森何方(天族の杜イズチ)成長的人類少年史雷，過著與外界隔離的生活。某一天，史雷與天族少年米克里歐被捲入了遺跡崩塌之中，意外幫助了一名人類少女—艾莉莎，得知世界各地正發生難以解決的災厄。而後，來到外面的世界的史雷與擁有淨化之力的天族—萊菈相遇。為了淨化憑魔、達成人類與天族共存的夢想，史雷成為了「導師」，朝著廣闊的大地展開旅途。

## 登場人物
史雷（Sorey，聲優：木村良平/人物設定：藤島康介）
本作的男主角。由天族所扶養長大的人類少年，生活在與外界隔離的天族之森，養成了溫柔、直率的性格。孩童時期偶然得到了紀錄著古代遺跡事物的「天遺見聞錄」，因此對古代的事物充滿好奇心。在艾莉莎的邀請下到了都城海蘭德，在聖劍季中遇見了湖之少女-萊菈，並簽訂契約成為導師。
蘿潔（Rose，聲優：小松未可子/人物設定：藤島康介）
作為商人公會「鶺鴒之羽」(セキレイの羽)的成員在大陸中旅行的少女，個性開朗直率有著自己的步調。因德澤爾長年的憑依使蘿潔具備與史雷相當的靈應力。
在作為史雷的從士時所授予的古語真名是薇克·艾克.薇克。
米克里歐（Mikleo，聲優：逢坂良太/人物設定：豬股睦美）
嬰兒時期便與史雷一起成長的天族少年，是史雷獨一無二的好友，當史雷有突發的言行時便會冷靜指正。與史雷一樣對古代遺跡很興趣，兩人對於考古學的見解不同時會互相爭論。
在訂立契約時所說出的真名是路茲洛希維·瑞雷依。
艾莉莎（Alisha，聲優：茅野愛衣 /人物設定：奧村大悟）
海蘭德王國(ハイランド王国)王位繼承權末席的公主。與生俱來的溫柔讓她在充滿災厄與戰亂的世界中四處奔走，但也因為這樣，艾莉莎在王國中的立場使之更加艱難。
原本是接觸不到米克里歐等天族的，只能在跟史雷握手及在史雷附近先可和米克里歐等人對話，但在成為史雷的從士時已經可以接觸米克里歐等天族了。
在作為史雷的從士時所授予的古語真名是馬奧庫斯·亞美卡。
萊菈（Lailah，聲優：松來未祐(遊戲)/下屋則子(TV動畫)/人物設定：豬股睦美）
寄宿於聖劍中的女性天族。長久等待著有著導師資質的人物出現，終於在史雷身上看到了希望，與之締結導師的契約。對於憑魔有著豐富的知識。透過誓約取得淨化之炎。
在訂立契約時所說出的真名是法耶斯·梅瑪'。
艾德娜（Edna，聲優：福圓美里/人物設定：岩本稔）
讓人難以掌握內心的天族少女，講話相當毒舌。不相信他人，尤其對人類抱著強烈的警戒心。史雷答應幫艾德娜尋找拯救她哥哥的方法，因此與史雷一行人同行。
在訂立契約時所說出的真名是哈庫蒂姆·尤芭。
德澤爾（Dezel，聲優：小野大輔/人物設定：奥村大悟）
為了找出奪走朋友的憑魔並且復仇，持續在人類社會陰暗處活躍的天族。不常看到他的情緒表現，但其實內心十分激昂。意外有著很會照顧人的一面。
真名為路易悠·由克姆。
札維塔（Zaveid，聲優：津田健次郎/人物設定：岩本稔）
獨自一人持續著狩獵憑魔之旅的天族。個性如風一樣讓人捉摸不定，遇到女性便會上前搭訕。擁有可以消滅憑魔的特殊武器且真正目的不明的危險天族。
真名為菲爾克·札德亞。
薇爾貝特‧克拉弗（Velvet Crowe，聲優：佐藤利奈） 登場：Tales of Zestiria the X
為動畫 Tales of Zestiria the X 第五、六話的角色，テイルズ オブ ベルセリア Tales of Berseria 的女主角。為飧魔。因阿托利斯殺了她弟弟，而成為她所要殺的對象。
希亞莉茲（Seres，聲優：新井里美） 登場：Tales of Zestiria the X
為動畫 Tales of Zestiria the X 第五、六話的角色。為聖隸。有著獻出生命所謂枷鎖的誓約。背叛阿托利斯因不想永遠在某個人理想的庇護下，也想殺了阿托利斯。因幫薇爾貝特擋下龍的攻擊而傷重接近死亡，在死前希望薇爾貝特將她吞噬獲得力量並將萊菲的梳子給了她，被吞噬後出現一枚戒指。

## 开发
本作开发时间长达3年。在游戏中安排了向过去传说系列作品致敬的事件。
本作过场动画与前作“無盡傳奇2”一样由ufotable制作。原本预定的三个随故事分歧点不同而出现的三个开场动画，由于种种原因最终只保留了一个。
本作使用了与系列过去不同的新引擎开发，对此，制作人馬場英雄表示：“的确有些辛苦。”，监制长谷雄太表示：“毫无疑问是系列中最辛苦的。”。
馬場英雄曾表示，因为人手短缺的问题，暂时没有开发PS4版本的计划。。但之后，在北美和欧洲除了PS3版，也发行了PS4版以及PC（Steam）版。据万代南梦宫欧洲市场部副总裁埃尔韦·赫尔特（Herve Hoerdt）表示，这是在了解西方市场PS4的高普及率和PC平台的人气后决定发售的。日本方面，PS4版则在之后作为廉价版发售。

## 发行
2013年11月27日游戏悬念式广告发布。12月12日举行了发布会，并通过niconico动画进行了直播。在发布会上，担任人物设计的藤島康介、豬股睦美、奥村大悟、岩本稔（同时担任美术指导）四人、男主人公和女主人公、担任动画制作的ufotable等进行了发言。
在2014年举行的“传说之节 2014”（テイルズ オブ フェスティバル 2014）活动上，公开了游戏发售前的电视特别动画《情热传说～导师的黎明～》的播出决定和由Superfly负责主题曲的决定。特别动画同样由ufotable负责制作。
2014年9月16日确定了游戏在日本的发售时间为2015年1月22日，并公布了预订特典。在官方网站的第一支广告中，主题曲White Light首次公开。
在2014年9月21日举行的“YAPPARI！‘传说之’特别舞台＠东京电玩展2014”上，《情热传说～导师的黎明～》的播出时间被定在2014年12月30日（TOKYO MX）和31日(BS11)。在游戏中收录该动画、游戏与福音战士新剧场版和7-Eleven合作的消息也被公开。
中文版方面，制作人马场英雄曾表示公司有考虑过中文化，但是并未到时机。2015年10月，《情热传说》中文版在PS4平台上发行，在Steam平台发行的国际版亦附带中文支持，本作正式获得官方中文化，这是继《命運傳奇2》之后傳奇系列首次推出官方中文版。

## 评价
- 中国大陆杂志《游戏机实用技术》为游戏打出26/30，称赞了游戏中隐藏的前作要素[38]。

- 因艾莉莎永久離隊事件，導致亞馬遜評價多為一星最低分。[39]

## 爭議
在遊戲發售前的宣傳中，官方重點宣傳、塑造艾莉莎為女主角的形象。在官方網站對於艾莉莎介紹也表明為女主角，因此艾莉莎在玩家心中早已認定是女主角，加上人設外型亮眼，擁有極高人氣。
但發售後的遊戲內容卻與宣傳的描述大不相同，艾莉莎於遊戲初期即永久離隊，且離隊理由帶有歧視的意味，表示艾莉莎能力低下，沒有資格跟主角一起行動，並非「真正的夥伴」（真の仲間）。艾莉莎從一開始的人氣女主角，瞬間變成路人角色（詐欺女主 事件），加上有歧視意味的離隊理由（真正的夥伴 事件），及官方對於事件處理方式失當，引發玩家反彈及怒火，認為遭到官方欺騙。因此亞馬遜評價被不滿的玩家負評轟炸。官方隨後釋出艾莉莎的DLC，但劇情為日後談，而非主線劇情，玩家認為官方從一開始就打算欺騙大眾艾莉莎為女主角，再次引爆玩家怒火，紛紛低價拋售遊戲，部分遊戲商家也停止收購。
由於以上事件，導致電視動畫大幅更改劇情內容，提高艾莉莎的能力，讓艾莉莎能與主角一起完成旅程，但商譽及品牌形象已嚴重受創。玩家普遍認為遊戲主要負責人馬場英雄，該為此事件負責。馬場英雄於2017年結束與南夢宮的合作關係，離開遊戲製作團隊。

## 電視動畫
《情热传说 the X》是一部日本动画作品。改编自万代南梦宫娱乐开发的两部游戏，《情热传说》和《緋夜傳奇》。由动画制作公司ufotable制作，外崎春雄主持制作过程。该作品人设由松岛晃刻画，插乐由樱庭统和椎名豪负责。此作品分两季播出：第一季从2016年7月3日开始播出到2016年9月25日结束；第二季从2017年1月8日开始播放。中国大陆视频网站Bilibili以“热诚传说X”名义网络播放。
主题曲为FLOW乐队的《风之歌》，由成员浅川甲史作词、浅川岳史作曲。浅川岳史和动画主要制作人员交流后才开始创作，他力图以乐队曲风展现作品奇幻壮大的世界观。浅川岳史草拟几首歌曲给制作方聆听，确保实现制作方的意象。片尾曲《calling》由fhána主唱。

## 外部連結
- 《熱情傳奇》官方網站 （页面存档备份，存于）（日語）